# Leevan Sands
Pour les articles homonymes, voir Sands.
Leevan Sands (né le 16 août 1981 à Nassau) est un athlète bahaméen spécialiste du triple saut, et dans une moindre mesure du saut en longueur.

## Carrière sportive
Âgé de seize ans à peine, Leevan Sands participe aux Championnats du monde junior 1998 d'Annecy mais ne parvient pas à se qualifier pour la finale. Deux ans plus tard, il prend la cinquième place des Mondiaux junior de Santiago du Chili. En 2002, le Bahaméen remporte sa première médaille internationale majeure à l'occasion des Jeux du Commonwealth de Manchester, se classant derrière les Britanniques Jonathan Edwards et Phillips Idowu. 
L'année suivante, il décroche une nouvelle médaille de bronze à l'occasion des Championnats du monde de Paris avec la marque de 17,26 m, terminant à deux centimètres du Cubain Yoandri Betanzos dans un concours dominé par le Suédois Christian Olsson. 
En 2004, Leevan Sands améliore son record personnel en sautant 17,41 m lors du Meeting de Londres mais passe à côté des Jeux olympiques d'Athènes en ne réalisant que la modeste performance de 16,35 m en qualification. L'année suivante, il se classe quatrième des Championnats du monde 2005 d'Helsinki, terminant à un centimètre du Roumain Marian Oprea.
En 2006, Leevan Sands est contrôlé positif à un stimulant et est suspendu 6 mois par sa fédération.
Le 21 juin 2008, Sands remporte la médaille de bronze du triple saut des Jeux olympiques d'été de Pékin derrière Nelson Evora et Phillips Idowu. Il établit à cette occasion la meilleure performance de sa carrière avec un triple-bond mesuré à 17,59 m.  
Lors des Jeux olympiques de 2012 à Londres, Leevan Sands se blesse en finale du triple saut et est contraint d'abandonner à la suite d'une rupture du tendon rotulien en plein saut. Il se classe tout de même 5e.
Sans coach, il revient sur les pistes en 2015 alors que sa carrière semblait finie : il remporte la médaille d'argent des Jeux panaméricains avec 16,99 m, puis la médaille de bronze des Championnats NACAC (16,53 m) avant de rejoindre la finale des Championnats du monde de Pékin où il se classe 10e avec 16,68 m.

## Palmarès

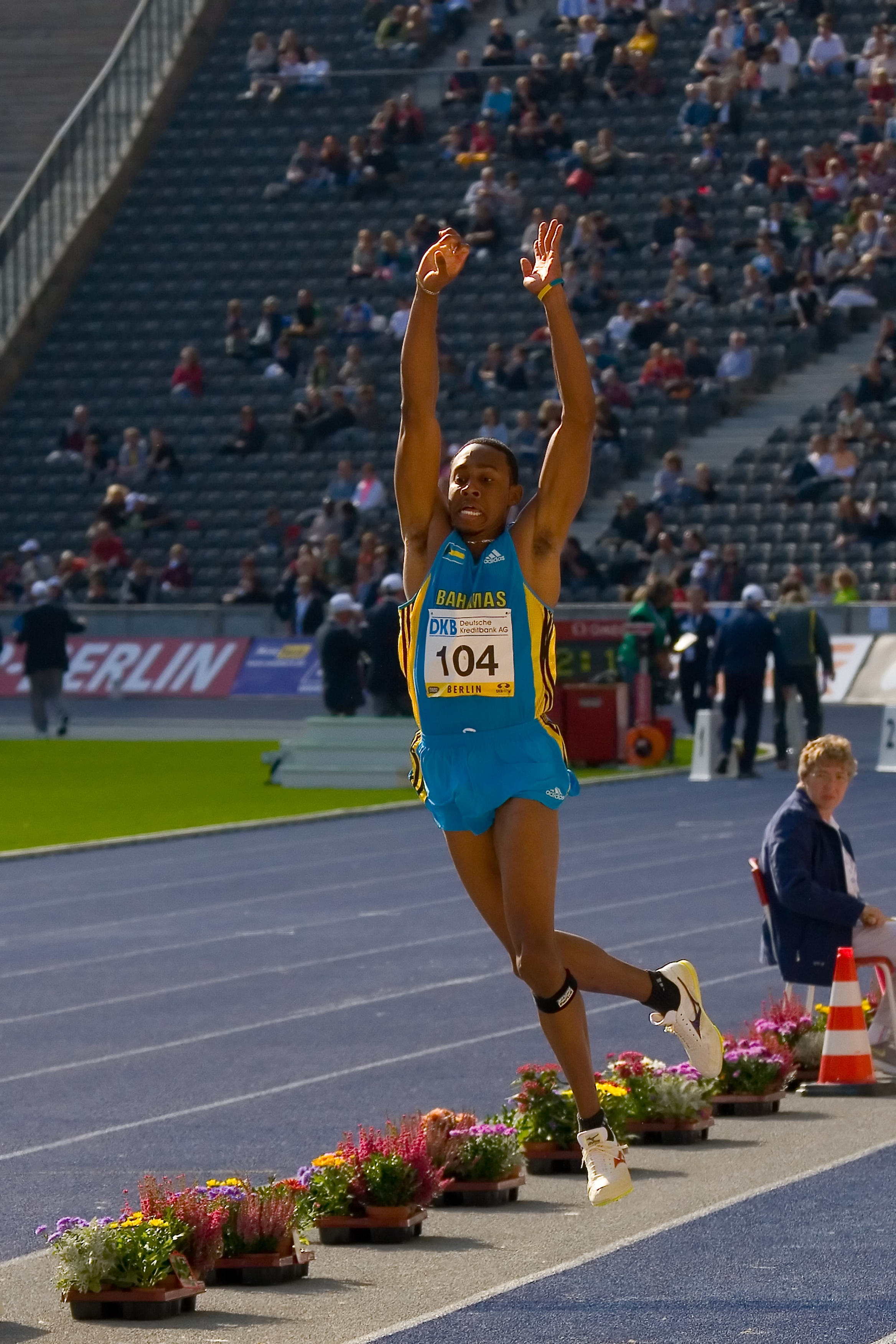
Leeva Sands en 2007 lors de l'ISTAF Berlin

| Date | Compétition                              | Lieu                               | Résultat | Épreuve     | Marque  |
| ---- | ---------------------------------------- | ---------------------------------- | -------- | ----------- | ------- |
| 2000 | Championnats du monde juniors            | Santiago du Chili                  | 5e       | Triple saut | 16,22 m |
| 2001 | Champ. d'Am. centrale et des Caraïbes    | Guatemala                          | 2e       | Longueur    | 7,85 m  |
| 2002 | Jeux du Commonwealth                     | Manchester                         | 3e       | Triple saut | 17,26 m |
| 2003 | Champ. d'Am. centrale et des Caraïbes    | Grenade                            | 1er      | Triple saut | 17,16 m |
| 2003 | Championnats du monde                    | Paris                              | 3e       | Triple saut | 17,26 m |
| 2005 | Champ. d'Am. centrale et des Caraïbes    | Nassau                             | 1er      | Longueur    | 8,13 m  |
| 2005 | Champ. d'Am. centrale et des Caraïbes    | Nassau                             | 3e       | Triple saut | 17,14 m |
| 2005 | Championnats du monde                    | Helsinki                           | 4e       | Triple saut | 17,39 m |
| 2007 | Jeux panaméricains                       | Rio de Janeiro                     | 6e       | Triple saut | 16,67 m |
| 2008 | Champ. d'Am. centrale et des Caraïbes    | Cali                               | 1er      | Triple saut | 17,29 m |
| 2008 | Jeux olympiques                          | Pékin                              | 3e       | Triple saut | 17,59 m |
| 2009 | Championnats du monde                    | Berlin                             | 4e       | Triple saut | 17,32 m |
| 2009 | Finale mondiale                          | Thessalonique                      | 2e       | Triple saut | 17,19 m |
| 2010 | Jeux d'Amérique centrale et des Caraïbes | Mayagüez                           | 1er      | Triple saut | 17,21 m |
| 2011 | Championnats du monde                    | Daegu                              | 7e       | Triple saut | 17,21 m |
| 2012 | Jeux olympiques                          | Londres                            | 5e       | Triple saut | 17,19 m |
| 2015 | Jeux panaméricains                       | Toronto                            | 2e       | Triple saut | 16,99 m |
| 2015 | Championnats NACAC                       | San José                           | 3e       | Triple saut | 16,53 m |
| 2015 | Championnats du monde                    | Pékin                              | 10e      | Triple saut | 16,68 m |
| 2018 | Circuit mondial en salle de l'IAAF       | Circuit mondial en salle de l'IAAF | 7e       | Triple saut | détails |

## Records
| Épreuve          | Épreuve      | Performance | Lieu         | Date            |
| ---------------- | ------------ | ----------- | ------------ | --------------- |
| Triple saut      | En plein air | 17,59 m     | Pékin        | 21 août 2008    |
| Triple saut      | En salle     | 17,02 m     | Fayetteville | 14 février 2004 |
| Saut en longueur | En plein air | 8,13 m      | Nassau       | 10 juillet 2005 |
| Saut en longueur | En salle     | 8,10 m      | Lexington    | 28 février 2004 |